# Juventud Guerrera
Eduardo Aníbal González Hernández (Mexico-Stad, 23 november 1974), beter bekend als Juventud Guerrera, is een Mexicaans professioneel worstelaar die vooral bekend is van zijn tijd bij World Wrestling Entertainment, World Championship Wrestling, Extreme Championship Wrestling en Total Nonstop Action Wrestling.

## In worstelen
- Afwerking en kenmerkende bewegingen
  - 450° splash
  - Double underhook piledriver
  - Juvi Driver (Zittende scoop slam piledriver)
  - Juvi Lock
  - Air Juvi
  - Bridging dragon suplex
  - Frog splash
  - Juicy Elbow
  - Moonsault
  - Sitout crucifix powerbomb
  - Spinning heel kick
  - Springboard dropkick
  - Tornado DDT
  - Wheelbarrow facebuster

- Managers
  - Rob Black
  - Lady Victoria
  - Psicosis

## Erelijst
- Big Time Wrestling
  - BTW United States Light Heavyweight Championship (1 keer)

- Comisión de Box y Lucha Libre Mexico D.F.
  - Mexican National Atómicos Championship (1 keer met Crazy Boy, Joe Lider en Psicosis II)
  - Mexican National Tag Team Championship (3 keer met Fuerza Guerrera)

- International Wrestling All-Stars
  - IWAS Tag Team Championship (1 keer)

- International Wrestling Association
  - IWA World Junior Heavyweight Championship (1 keer)

- New Japan Pro Wrestling
  - IWGP Junior Heavyweight Championship (1 keer)

- Nu-Wrestling Evolution
  - NWE Cruiserweight Championship (1 keer)

- Total Nonstop Action Wrestling
  - America's X Cup (2004) – met Mr. Águila, Abismo Negro, Héctor Garza en Heavy Metal

- Universal Wrestling Association
  - UWA World Tag Team Championship (1 keer)

- World Championship Wrestling
  - WCW Cruiserweight Championship (3 keer)
  - WCW World Tag Team Championship (1 keer met Rey Misterio Jr.)

- World Wrestling All-Stars
  - WWA International Cruiserweight Championship (2 keer)

- World Wrestling Association
  - WWA World Lightweight Championship (2 keer)
  - WWA World Welterweight Championship (1 keer)
  - WWA World Tag Team Championship (2 keer met Fuerza Guerrera)
  - WWA World Trios Championship (1 keer met Fuerza Guerrera en Psicosis)

- World Wrestling Council
  - WWC World Junior Heavyweight Championship (1 keer)

- World Wrestling Entertainment
  - WWE Cruiserweight Championship (2 keer)

- Wrestling Observer Newsletter awards
  - Best Flying Wrestler (1998, 1999)

- Xtreme Wrestling Federation
  - XWF World Cruiserweight Championship (1 keer)

- Xtreme Latin American Wrestling
  - XLAW Extreme Junior Championship (1 keer)